# Имперски викарий
Имперският викарий (на немски: Reichsvikar, на италиански: Vicario imperiale) е позиция, свързана със Свещената Римска империя. Носителите ѝ имат различни правомощия и юрисдикции в зависимост от историческите периоди и различните региони, които са част от империята.

## Викарии курфюрсти с функция на регенти на императора в период на интерегнум
Най-важните имперски викарии са онези, комуто императорската власт е поверена в периоди на интерегнум, когато престолът е вакантен или когато императорът е незаконен или е твърде млад. Става въпрос за двама души. Със Златната була от 1356 г. е обявено официално, че курфюрстите на Курпфалц и Саксония са онези, които си разделят германската територия на империята. Първият контролира териториите на закона на Франкония (Франкония, Швабия, Рейн, Южна Германия), а вторият – тези на Саксония (Саксония, Вестфалия, Северна Германия, Хановер). Границите между двете области са обект на спорове до 1750 г. Бохемия и Австрия не признават властта на нито един имперски викарий, докато в Италия тази титла се носи от Савойския херцог.
През 1623 г. Курфюрстът на Пфалц трябва да отстъпи длъжността си на избирател и имперски викарий на Принца на Бавария, а през 1648 г. е създадена нова длъжност на избирател за него. По-късно избирателите на Бавария и Пфалц, които са част от два клона на Дом Вителсбах, оспорват длъжността „викарий“. По време на интерегнума през 1659 г. и двамата твърдят, че са викарии, но Саксонският викарий и другите главни власти на империята признават Принца на Бавария за викарий. През 1724 г. двата клона Вителсбахи постигат споразумение двамата принцове да поемат длъжността заедно, но това споразумение е отхвърлено от Императорския сейм. Новото междурегионално споразумение от 1745 г. предвижда двамата принцове да се редуват и е прието както от императора, след изборите, така и от Райхстага, който го ратифицира през 1752 г. Споразумението губи стойността си с изчезването на Баварския клон през 1777 г.
Правомощията, упражнявани от имперските викарии, са свързани с условията на capitulatio на починалия император. Те се занимават с легитимации, овластявания, привилегии, благороднически назначения; на тях е поверена съдебната власт на императора, те събират данъци и връчват феоди. Тяхната работа е ратифицирана от новия император, който е избран, въпреки че има случаи, в които Сеймът отхвърля някои от техните разпоредби. Викариатът приключва, след като новият император полага клетва да спазва ангажиментите, поети в неговата capitulatio.
Обикновено викариите секат Vikariatsmünzen (букв. от немски „Монети на викариата“) – монети, отбелязващи престоя им като имперски викарии.

### Списък на имперските викарии: 1437–1792 г.
| Начало на интерергнума                   | Край на интерегнума                         | Продължителност    | Херцог на Саксония                              | Курпфалц                   |
| ---------------------------------------- | ------------------------------------------- | ------------------ | ----------------------------------------------- | -------------------------- |
| 9 декември 1437 г. смърт на Сигизмунд    | 18 март 1438 г. избиране на Албрехт II      | 3 месеца и 9 дни   | Фридрих II Саксонски                            | Лудвиг IV от Пфалц         |
| 27 октомври 1439 г. смърт на Алберт II   | 2 февруари 1440 г. избиране на Фридрих III  | 3 месеца и 6 дни   | Фридрих II Саксонски                            | Лудвиг IV от Пфалц         |
| 12 януари 1519 г. смърт на Максимилиан I | 17 юни 1519 г. избиране на Карл V           | 5 месеца и 5 дни   | Фридрих III Саксонски                           | Лудвиг V от Пфалц          |
| 20 януари 1612 г. смърт на Рудолф II     | 13 юни 1612 г. избиране на Матиас           | 4 месеца и 24 дни  | Йоан Георг I Саксонски                          | Фридрих V от Пфалц         |
| 20 март 1619г смърт на Матиас            | 28 август 1619г избиране на Фердинанд II    | 5 месеца и 8 дни   | Йоан Георг I Саксонски                          | Фридрих V от Пфалц         |
| 2 април 1657 г. смърт на Фердинанд III   | 18 юли 1658 г. избиране на Леополд I        | 15 месеца и 16 дни | Йоан Георги II Саксонски                        | Фердинанд Мария от Бавария |
| 17 април 1711 г. смърт на Йосиф I        | 12 октомври 1711 избиране на Карл VI        | 5 месеца и 25 дни  | Фридрих Август I Саксонски (Август II Полски)   | Йохан Вилхем от Пфалц      |
| 20 октомври 1740 г. смърт на Карл VI     | 14 януари 1742 г. избиране на Карл VII      | 14 месеца и 25 дни | Фридрих Август II Саксонски (Август III Полски) | Карл Албрехт Баварски      |
| 20 януари 1745 г. смърт на Карл VII      | 13 септември 1745 г. избиране на Франц I.   | 7 месеца и 24 дни  | Фридрих Август II Саксонски (Август III Полски) | Максимилиан III Баварски   |
| 20 февруари 1790 г. смърт на Йозеф II    | 30 септември 1790 г. избиране на Леополд II | 7 месеца и 10 дни  | Фридрих Август III Саксонски                    | Карл Теодор Баварски       |
| 1 март 1792 г. смърт на Леополд II       | 5 юли 1792 г. избиране на Франц II          | 4 месеца и 4 дни   | Фридрих Август III Саксонски                    | Карл Теодор Баварски       |

## Местни имперски викарии
Титлата на имперски викарий е поверена и на онези лица, които представляват императора през Средновековието, докато той царува, и управляват територия далеч от императорския двор в много ограничена местна област в сравнение с големите области, контролирани от избирателите на викария. До 13 век императорът изпраща доверени служители да управляват от негово име в тези далечни територии, които са назначени за имперски викарии – позиция, която може да бъде отменена.
След периода на Хоенщауфен в Швабия, през следващия век официалната титла на имперски викарий е дадена от управляващия император на особено могъщи и лоялни нему италиански сеньори (господари), които го пожелават и се ангажират да поддържат реда и подчинението на местно население към суверена. Сред най-изявените италиански сеньори, получили позицията, са Адорно, Висконти, Скалиджери, Бонаколси и Гондзага. Те виждат своята хегемония над територията легитимирана благодарение на тази длъжност, подобно на случилото се в териториите, контролирани от Апостолския викарий. През 1624 г. е създадена Службата на генералния или пълномощен комисар за имперска Италия, която на практика поема първоначалните функции на имперския викариат, който е титулярен викариат от Карл IV.